# Lijst van officieren in de Leopoldsorde
Dit is een lijst van officieren in de Leopoldsorde over wie een artikel in de Nederlandstalige Wikipedia is opgenomen. Belgen zijn opgenomen onder het tussenvoegsel van hun naam. 

## A
- Pierre Alechinsky
- Edmond Ameye
- Filip Anthuenis
- Louis Artan
- Alphonse Asselbergs

## B
- Daniel Bacquelaine
- Théodore Baron
- Luc Beaucourt
- Wouter Beke
- Sonja Becq
- Joseph-Adrien Beeckman
- Euphrosine Beernaert
- Rudolf Boehm
- Hans Bonte
- George Albert Boulenger
- Hilde Bruggeman
- Colette Burgeon
- Jules Busschop

## C
- Ludwig Caluwé
- Théodore-Joseph Canneel
- Paul Christiaen
- Paul Cooreman
- Willy Cortois
- Simonne Creyf

## D
- Joop Daalmeijer
- Nicolas Joseph Daine
- Edward De Beukelaer
- Christof Dejaegher
- Andrée De Jongh
- André De Meulemeester
- Gustave Den Duyts
- Georges Derieuw
- Robrecht Dewitte
- Louis D'haeseleer
- Leonard du Bus de Gisignies
- Léonce du Castillon
- Gaston Duribreux
- Jan Durnez
- Josephus Laurentius Dyckmans

## F
- André Frédéric

## G
- Pieter Génard
- Joseph George
- Ferdinand Ghesquière
- Thierry Giet
- René-Émile Godfroy
- Jozef Guislain

## H
- Karel Heylbroeck
- Adriaan Jozef Heymans

## J
- Joëlle Rozie

## K
- Jerzy Koch
- Paul Kumpen

## L
- Nicolas-Joseph Laforêt
- Karine Lalieux
- Nahima Lanjri
- Suzanne Leclercq
- Jeannine Leduc
- Nicolas Leonard
- Jan Loones
- Frans Lozie

## M
- Marc Matthys
- Jacques Mercier
- Albert Mélot
- Jan Moedwil
- Nathalie Muylle

## N
- Marie Nagy

## P
- Caroline Persoons
- Joseph Poelaert
- Marcel Poot
- Walter Prevenier
- Yves Pevenage

## R
- Arthur Rubinstein
- Oscar Rillaerts

## S
- Dieudonné Saive
- Luc Santens
- Maurice Santens
- Alfons Siffer
- Robert Sink
- Helga Stevens
- Joseph Stevens
- Bram van der Stok
- François Stroobant
- Vic Swerts

## T
- Daniël Termont
- Rudi Thomaes
- Emile Thysebaert

## V
- Rik Van de Walle
- Eugène Van Dyck
- Leopold Van Esbroeck
- Edward Van Even
- Maurice Vanhoutte
- Myriam Vanlerberghe
- Sas van Rouveroij
- Piet Van Waeyenberge
- Geert Versnick
- Léandre Vilain
- Albert von Margutti
- Hermann von Wissmann
- Jules Vyverman

## W
- Philippe Washer
- Dick Wijte
- Magdeleine Willame-Boonen
- Paul Wille

## X Y Z
- Alain Zenner